# Mary Boykin Chesnut
Mary Boykin Chesnut (született Mary Boykin Miller) (Stateburg, 1823. március 31. – Camden, 1886. november 22.) amerikai írónő, akit az amerikai polgárháborúról, a déliek szemszögéből írt naplója tett híressé.

## Élete
Apja Stephen Decatur Miller dél-karolinai kormányzó és kongresszusi képviselő, anyja Mary Boykin volt. Először otthon, majd Camden iskoláiban tanult. Tizenhárom éves volt, amikor a charlestoni francia internátusba íratták. Két évig volt az intézmény tanulója, ebből fél évet apja Mississippi állami gyapotültetvényén töltött. 1838-ban apja meghalt, és a lány visszatért Camdenbe. 1840. április 30-án hozzáment ifjabb James Chesnuthoz, Dél-Karolina legvagyonosabb ültetvényesének egyetlen élő fiához.
Mary Boykin Chesnut a következő két évtized nagy részét Camdenben és Mulberryben, férje családjának ültetvényein töltötte. 1858-ban férjét szenátornak választották, és a pár Washingtonba költözött, ahol barátságot kötöttek a déli államok konföderációja több későbbi vezetőjével, köztük Jefferson Davisszel. Abraham Lincoln elnökké választása után férje lemondott mandátumáról, és visszaköltöztek Dél-Karolinába, ahol James Chestnut az uniótól való elszakadást támogató befolyásos politikusok egyike lett.
Az amerikai polgárháború idején Mary Boykin Chesnut követte férjét Charlestonba, Montgomerybe, Columbiába és Richmondba. Lakásuk a konföderációs elit rendszeres találkozóhelye volt. Mary Boykin Chesnut 1861 februárja és 1865 júliusa között naplót vezetett.
A polgárháború után a rabszolgáikat elvesztő, súlyosan eladósodott házaspár visszaköltözött Camdenbe. Az 1870-es években Mary Boykin Chesnut megpróbálta kiadatni a naplóját, majd szépirodalommal kísérletezett, írt három regényt, de egyik sem jelent meg. Az 1880-as évek elején átdolgozta és kibővített naplóját. A szöveget, mivel nem volt gyermeke, barátnőjére, Isabella D. Martinra hagyta, azzal a kéréssel, hogy próbálja megjelentetni. A napló először 1905-ben, majd 1949-ben jelent meg A Diary From Dixie (szabad fordításban Napló Délről) címmel. A könyv végül Mary Chesnut's Civil War (szabad fordításban Mary Chesnut polgárháborúja) címmel lett közismert 1981-ben, amikor az első kiadásoknál alaposabb szerkesztői munka révén látta meg a napvilágot, és Pulitzer-díjat nyert történelem kategóriában.
A mai megítélés szerint Chesnut munkája a konföderáció legszebb szépirodalmi alkotása, amelyet áthat szerzője intelligenciája, értelme és iróniája. A mű gazdag forrás a történészek számára, a szerző ugyanis jelen volt számos fontos eseményen, így például Jefferson Davis elnöki beiktatásán és Charlestonban, amikor megkezdődött a háború. Ismerte a déli államok több vezetőjét, férje pedig Pierre Gustave Toutant Beauregard tábornok mellett szolgált. Mary Boykin Chesnut 1886-ban halt meg, földi maradványait férjéé mellé temették a camdeni Knights Hill Cemeteryben.